# Varach
Varach, ancien nom Kouznetsovsk, (en ukrainien et en russe : Вараш) est une ville de l'oblast de Rivne, en Ukraine. Sa population s'élevait à 40 000 habitants en 2024.

## Géographie
Varach est arrosée par la rivière Styr et se trouve à 53 km à l'ouest de Sarny, à 87 km au nord-nord-ouest de Rivne et à 344 km à l'ouest-nord-ouest de Kiev.

## Histoire
La cité est fondée en 1973, à côté de la centrale nucléaire de Rivne alors en construction. Le site était auparavant occupé par le village de Varach. Elle reçut le nom de Nikolaï Ivanovitch Kouznetsov, un membre du NKVD et un partisan soviétique, mort en 1944 et fait Héros de l'Union soviétique. La ville connut une rapide croissance dans les années 1980 et 90, en faisant aujourd'hui un tardif exemple d'urbanisme socialiste. La ville pris le nom de Varach en mai 2016.
La centrale nucléaire de Rivne se trouve à 5 km au sud-est de la ville.

## Galerie

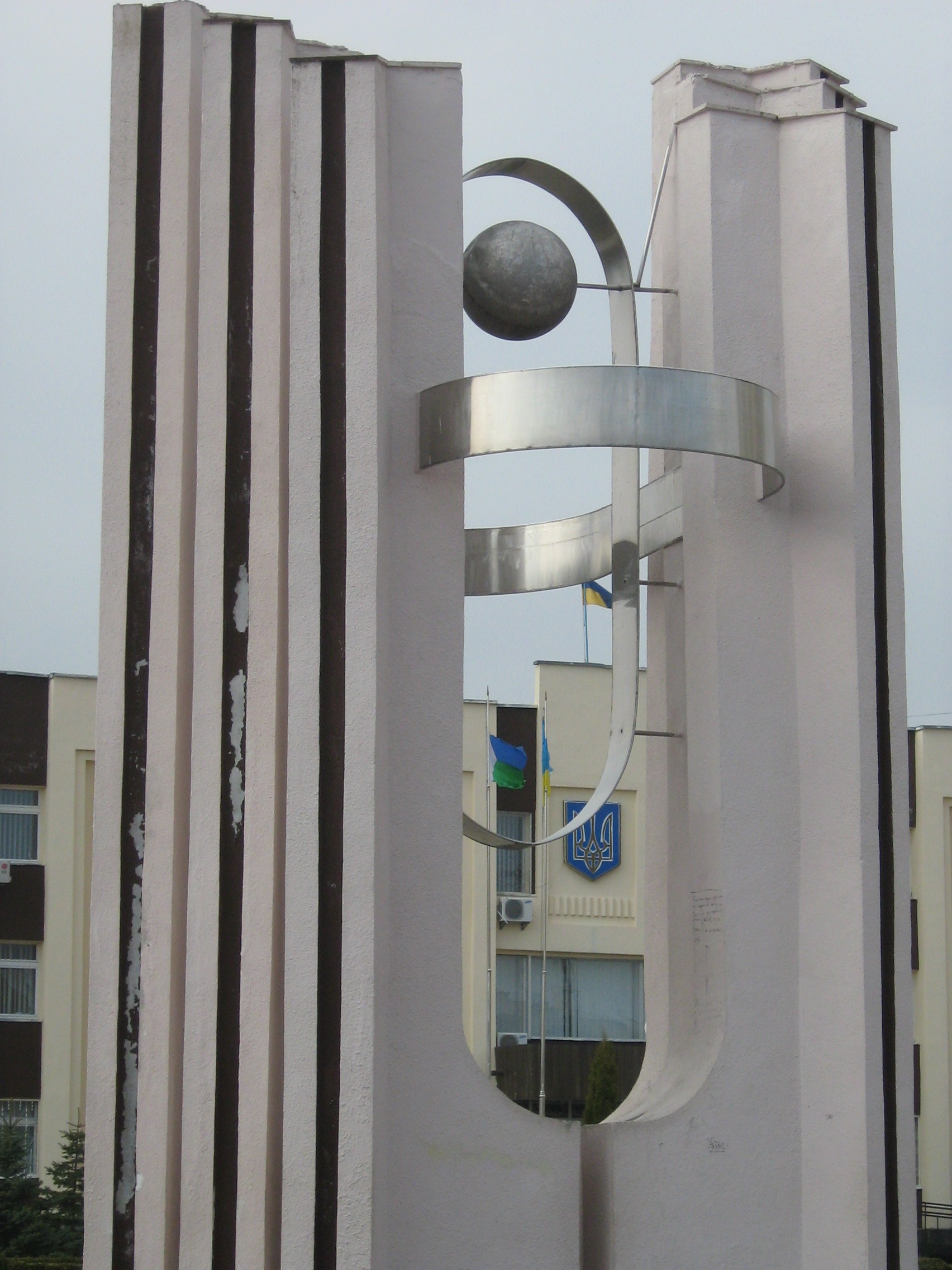
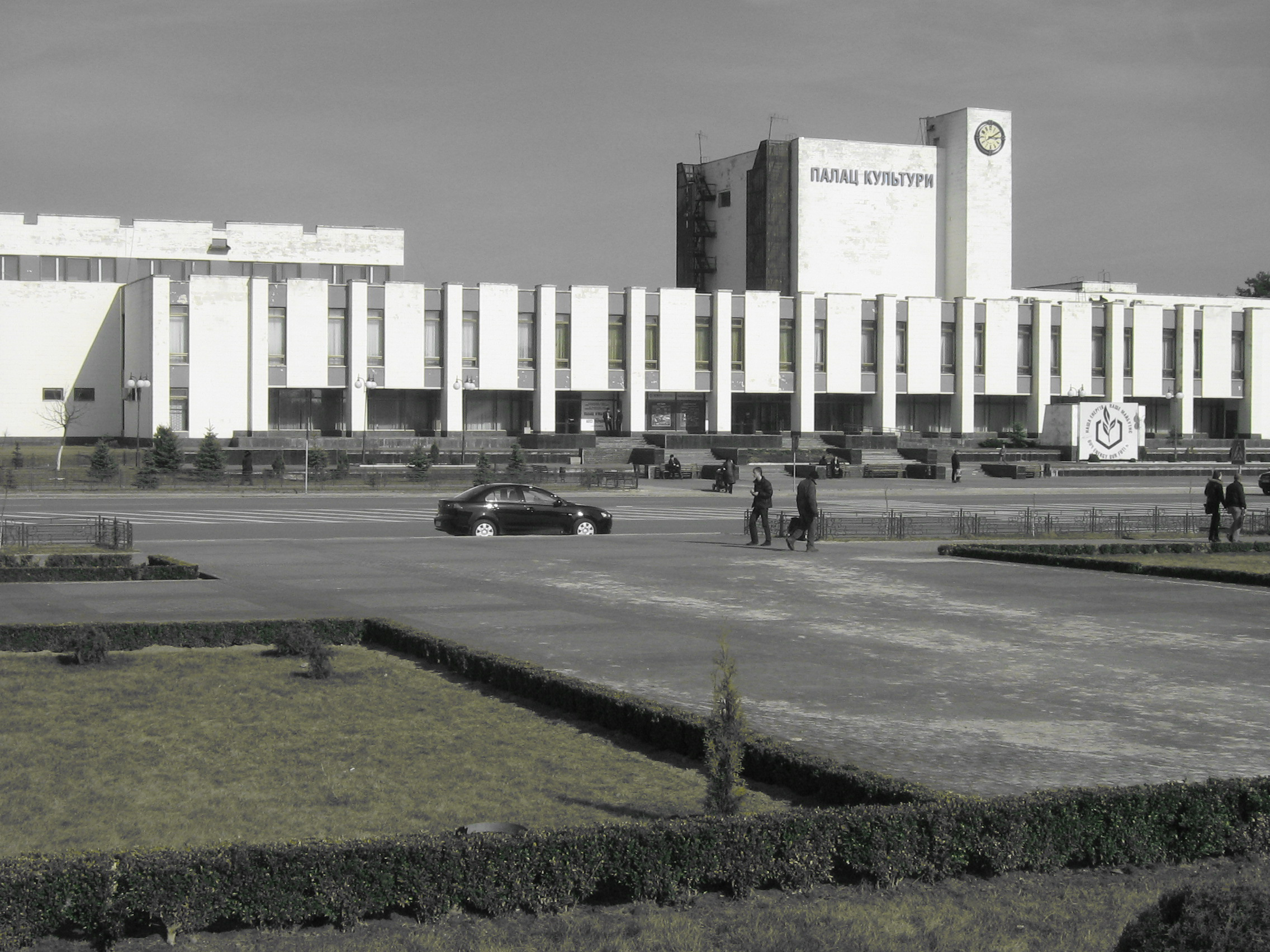
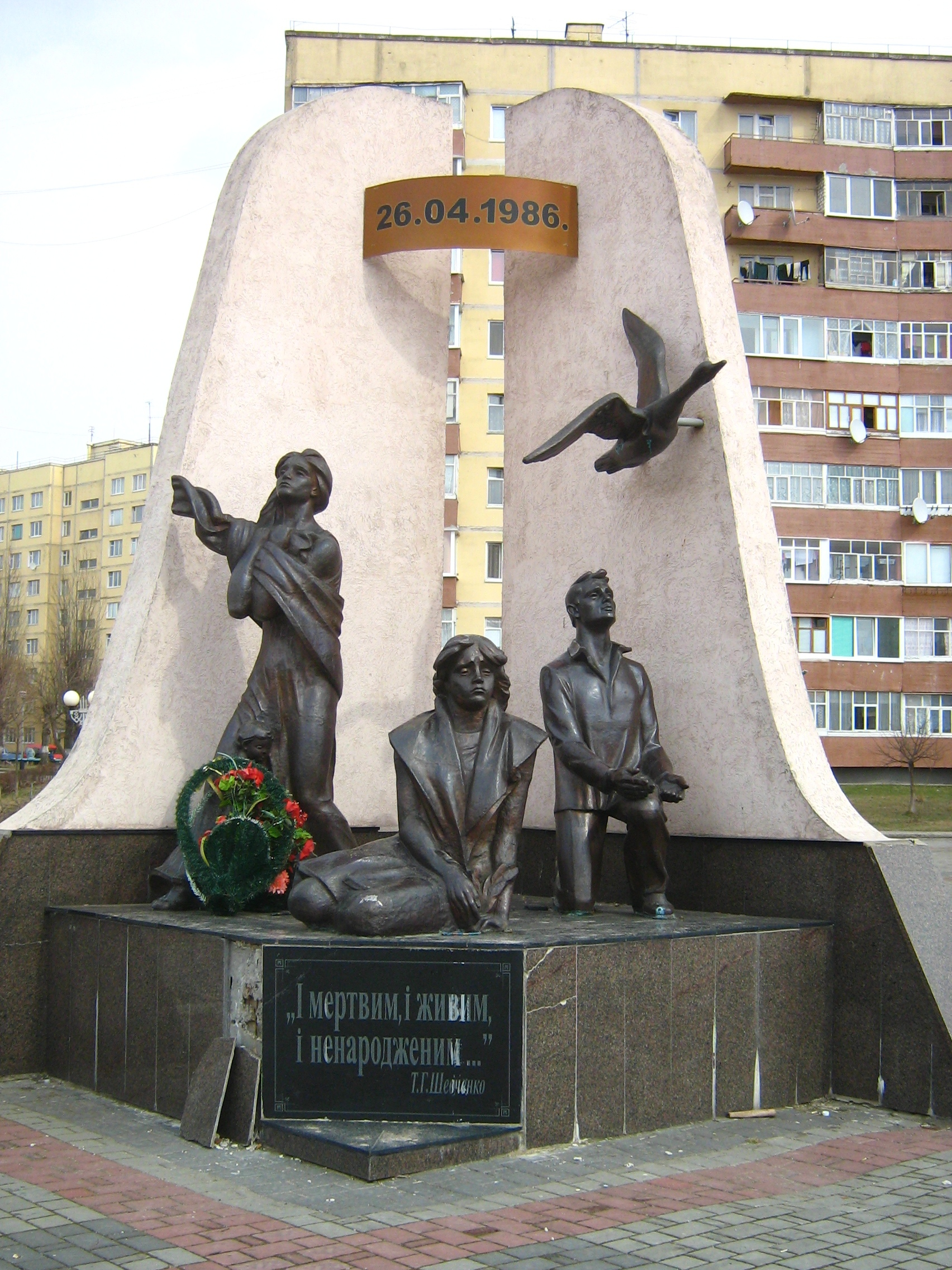
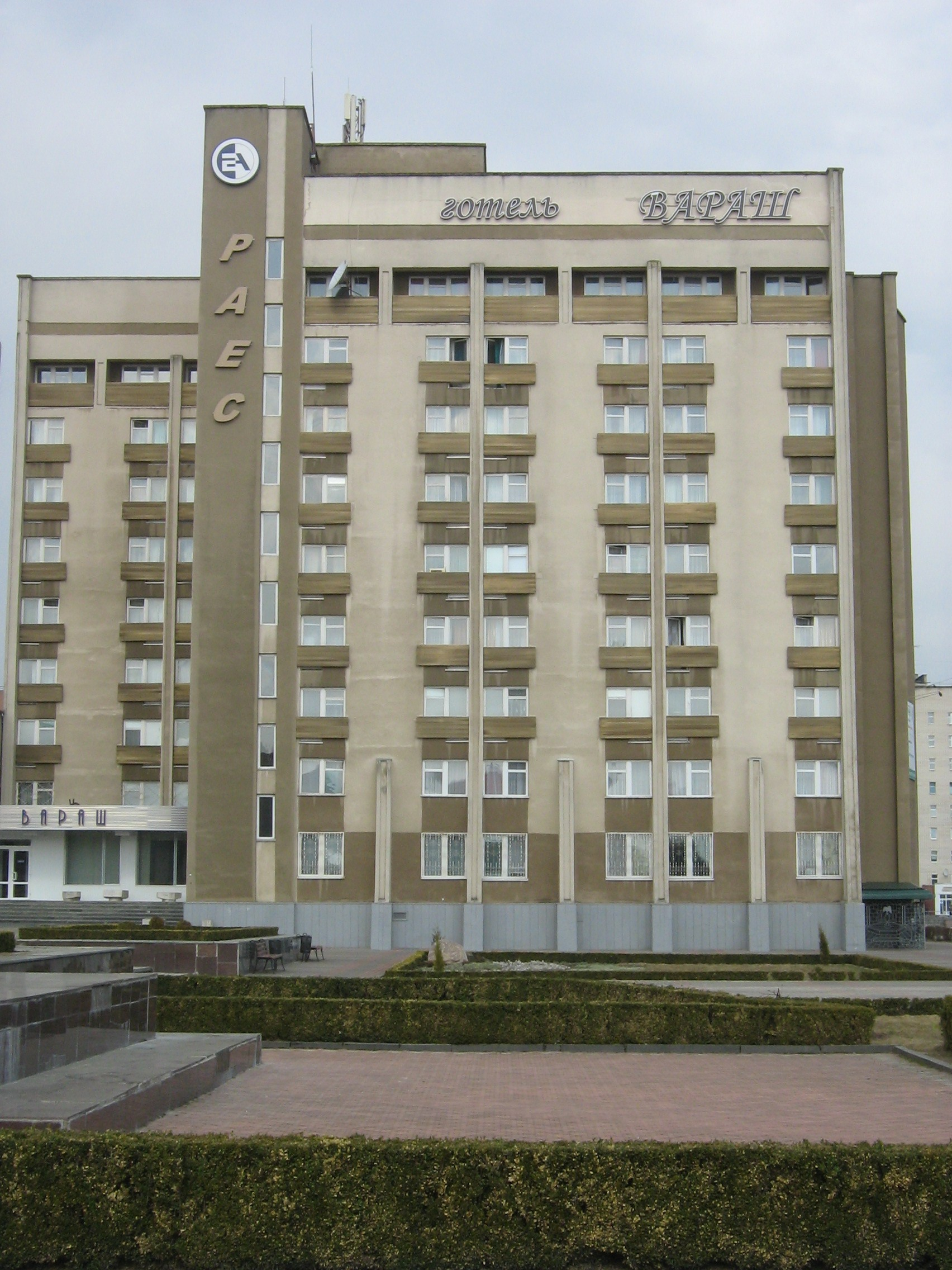
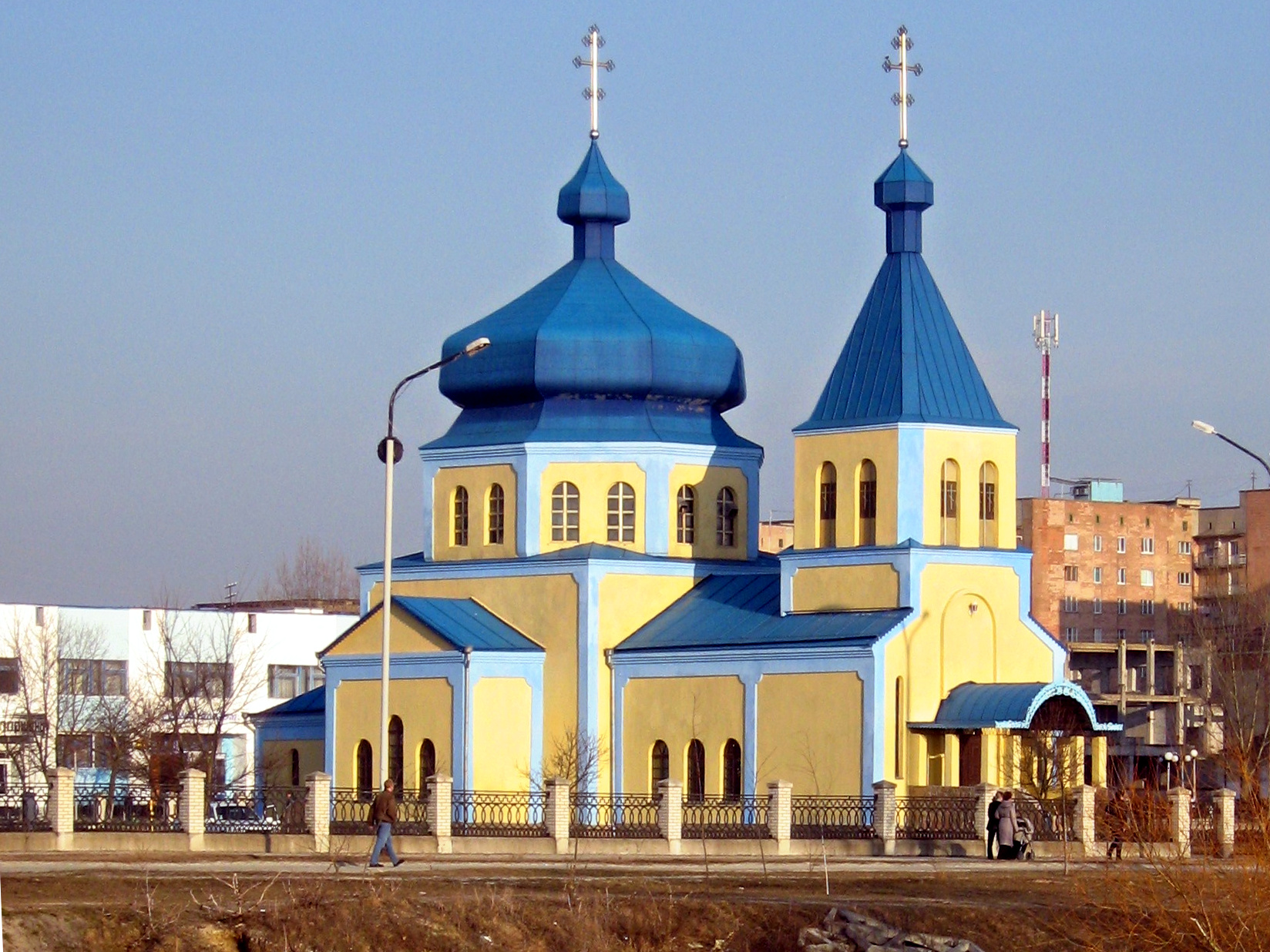
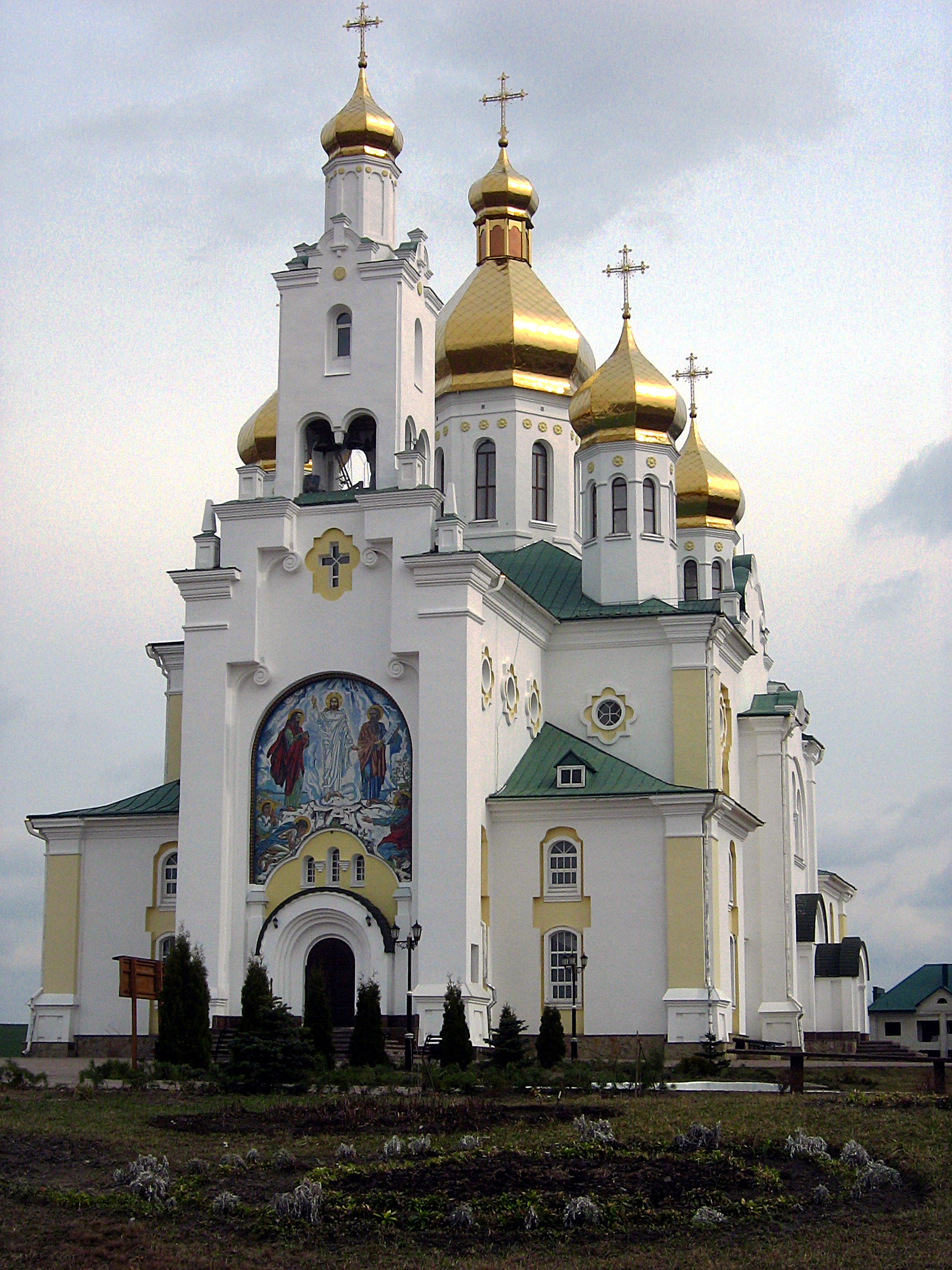
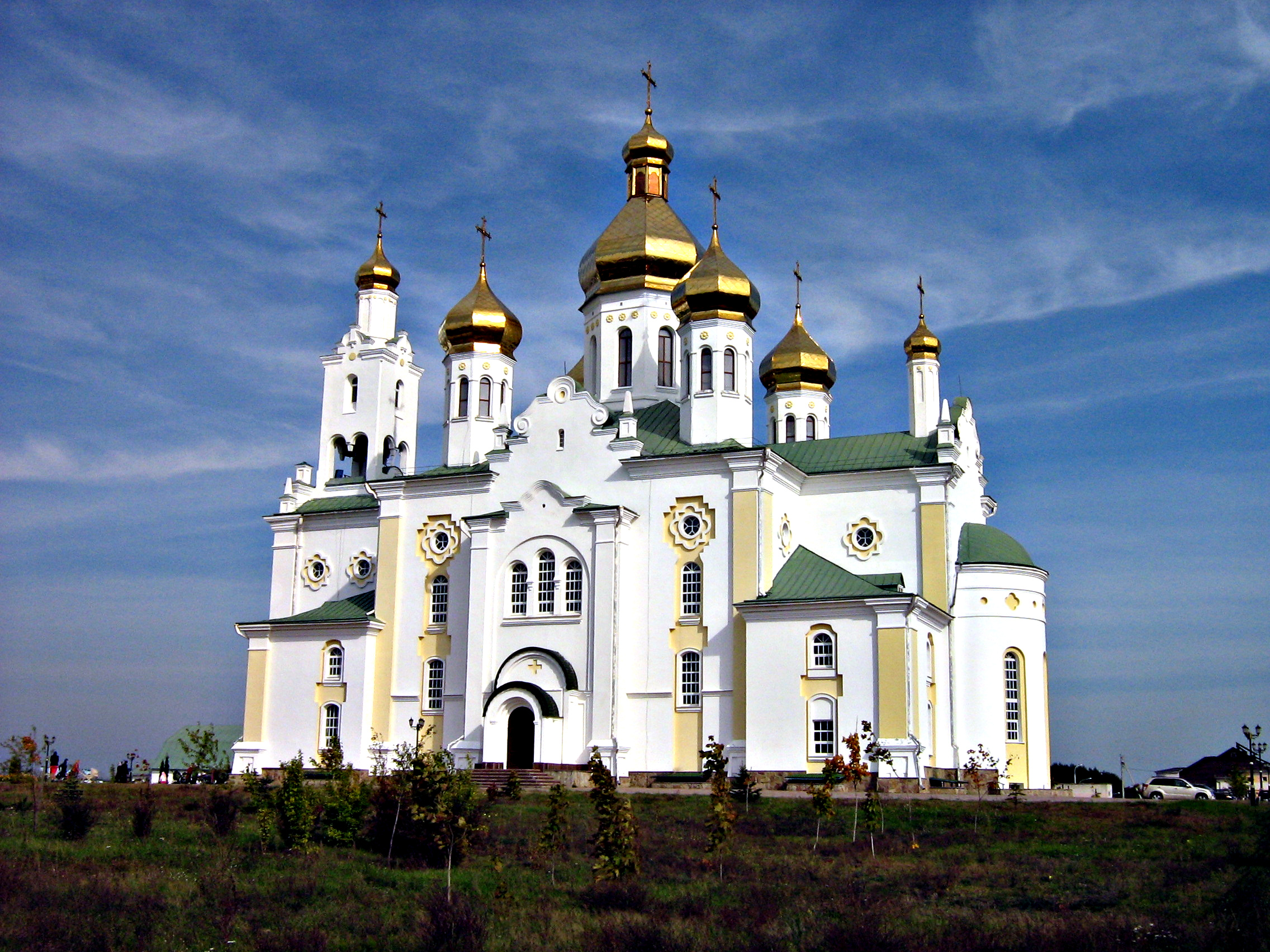
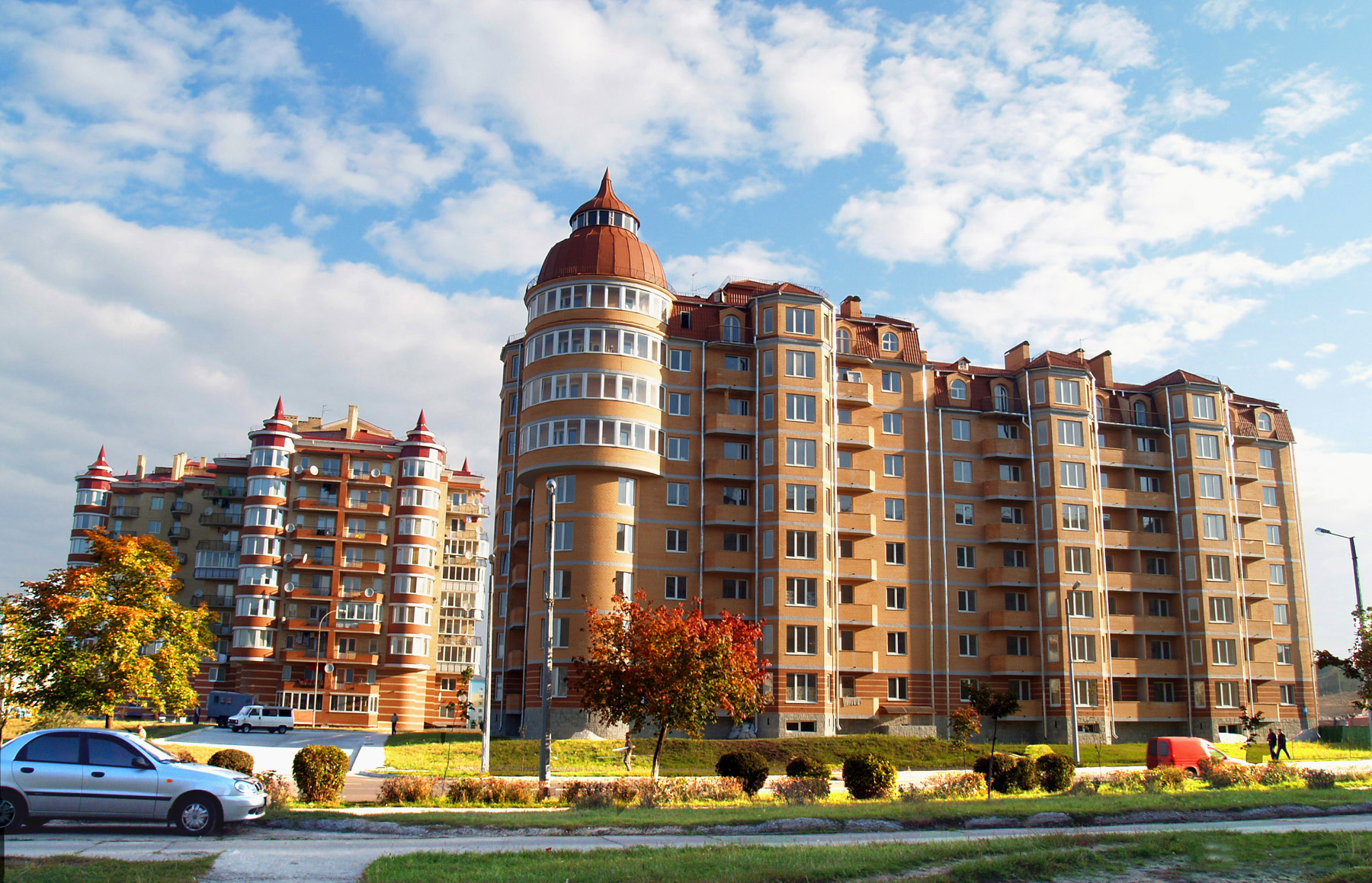

## Population
Recensements ou estimations de la population :
| 1979* | 1989*  | 2001*  | 2010   | 2011   |
| ----- | ------ | ------ | ------ | ------ |
| 9 026 | 29 858 | 38 907 | 40 872 | 41 190 |

| 2012   | 2013   | 2014   | 2015   | 2016   |
| ------ | ------ | ------ | ------ | ------ |
| 41 273 | 41 432 | 41 560 | 41 726 | 41 849 |

| 2017   | 2018   | 2019   | 2020   | 2021   |
| ------ | ------ | ------ | ------ | ------ |
| 42 160 | 42 401 | 42 350 | 42 246 | 42 126 |